# 学校法人宇部学園
学校法人宇部学園（がっこうほうじんうべがくえん）とは、山口県宇部市にある学校法人。

## 沿革
1928年（昭和3年）に熊本県出身の蔵原経智とその妻・カツモが創立した宇部裁縫女学校（後に宇部技芸女学校、宇部高等淑徳女学校と改称）を引き継いだ二木謙吾により、1951年（昭和26年）、私立学校法に基づく学校法人として設立された。永く実践系の女子校を複数運営していたが、近年はいずれの学校も共学に移行した。

### 年表
- 1928年（昭和3年） - 熊本県出身の蔵原経智とその妻・カツモが宇部市に宇部裁縫女学校を設立（宇部裁縫女学校はその後、1929年（昭和4年）4月に宇部技芸女学校、1940年（昭和15年）に宇部高等淑徳女学校と改称）。
- 1933年（昭和8年）4月 - 宇部技芸女学校に宇部女子商業学校を併設。
- 1945年（昭和20年） - 宇部女子商業学校と宇部高等淑徳女学校を統合し、両者の財産寄付行為によって財団法人宇部女子商業学校を設立。同年、二木謙吾が学校経営を引き継ぎ、理事長兼校長に就任。
- 1948年（昭和23年）3月 - 学制改革に伴い財団法人宇部女子商業学校から宇部学園女子高等学校に改称。宇部学園女子中学校を併設。
- 1951年（昭和26年） - 財団法人宇部女子商業学校の寄付行為により学校法人宇部学園設立。理事長には二木謙吾が就任。
- 1965年（昭和40年）4月 - 宇部学園女子高等学校を宇部女子高等学校、宇部学園女子中学校を宇部女子中学校にそれぞれ改称。
- 1966年（昭和41年）4月 - 宇部女子中学校の募集停止。美祢市に宇部女子高等学校美祢分校を開校。
- 1967年（昭和42年）4月 - 山口市に山口芸術短期大学開学。同時に宇部女子高等学校に隣接して宇部女子高等学校自動車練習場（宇部中央自動車学校）を設置。
- 1976年（昭和51年）4月 - 宇部女子高等学校美祢分校を美祢中央高等学校として分離。
- 2002年（平成14年）4月 - 宇部女子高等学校を慶進高等学校に改称するとともに男女共学化。同時に宇部女子高等学校自動車練習場を慶進高等学校自動車練習場に改称。
- 2004年（平成16年）4月 - 宇部女子中学校を再開する形で慶進中学校を開設、慶進中学校・高等学校として中高一貫教育を開始。
- 2007年（平成19年）4月 - 美祢中央高等学校を成進高等学校に改称。同時に山口芸術短期大学敷地内に山口学芸大学を設置。

### 歴代理事長
- 初代 - 二木謙吾（元山口県議会議長、元参議院議員、元大蔵政務次官、元自由民主党両院議員総会長、中安閑一元宇部興産会長の義弟）
- 第2代 - 二木秀夫（元参議院議員、元科学技術政務次官、元宇部市長、二木謙吾の実子）

## 設置教育機関
山口市
- 山口学芸大学
- 山口芸術短期大学
- 亀山幼稚園（山口芸術短大併設）

宇部市
- 慶進中学校・高等学校（中高一貫校、旧・宇部女子高等学校）
- 宇部中央自動車学校（慶進高等学校自動車教習所）

美祢市
- 成進高等学校（旧・美祢女子高等学校）